# Welsh Corgi Pembroke
Welsh Corgi Pembroke (anglicky: Pembroke Welsh Corgi) neboli Velškorgi pembroke je staré ovčácké plemeno pocházející z Walesu. Jeho příbuzným je Welsh Corgi Cardigan.

## Historie
Je to původně ovčácký pes pocházející z oblasti Pembroke v jihozápadním Walesu. Doklady o jeho existenci pochází už z 10. století. „Cor gi“ znamená ve velštině trpasličí pes a je na ovčáckého psa opravdu poměrně malý. Ten vznikl podle legendy o trpaslících.[zdroj⁠?!] Výška v kohoutku je jen 25–30 cm a váží 10–12 kg (feny do 11 kg). Předpokládá se, že původci tohoto plemene byli dovezeni vlámskými tkalci, usazujícími se ve Walesu. V současné době je to spíše hlídací pes nebo společník. Jako samostatné plemeno ho FCI uznalo v roce 1934.

## Vzhled
Má krátkou srst, nejčastěji červenou nebo sobolí, s bílými znaky či bez nich, dále trikolor (bílá + černá + pálení), nebo black and tan (černá s pálením). Je spíše silnější postavy, protáhlého tvaru a s krátkýma nohama. Hlava je "liščí", délka obličejové části je v poměru 3:5 s mozkovnou. Uši vzpřímené, středně dlouhé a zaoblené. Krk je krátký, dobře osvalený a srst na něm občas vytváří límec. Stop je přiměřeně vyjádřený. Hřbet je dlouhý, středně široký. Ocas je středně dlouhý, ale často se kupíruje (kupírování se u Corgi nepovoluje, krátké ocasy jsou geneticky ovlivněné), proto spíše krátký. Při akci nesený nad linií hřbetu. Nohy jsou krátké, ale uběhnou dlouhé vzdálenosti. Výška je okolo 28 cm, váha fen max. 11 kg, u psů je to max. 12 kg.

## Povaha

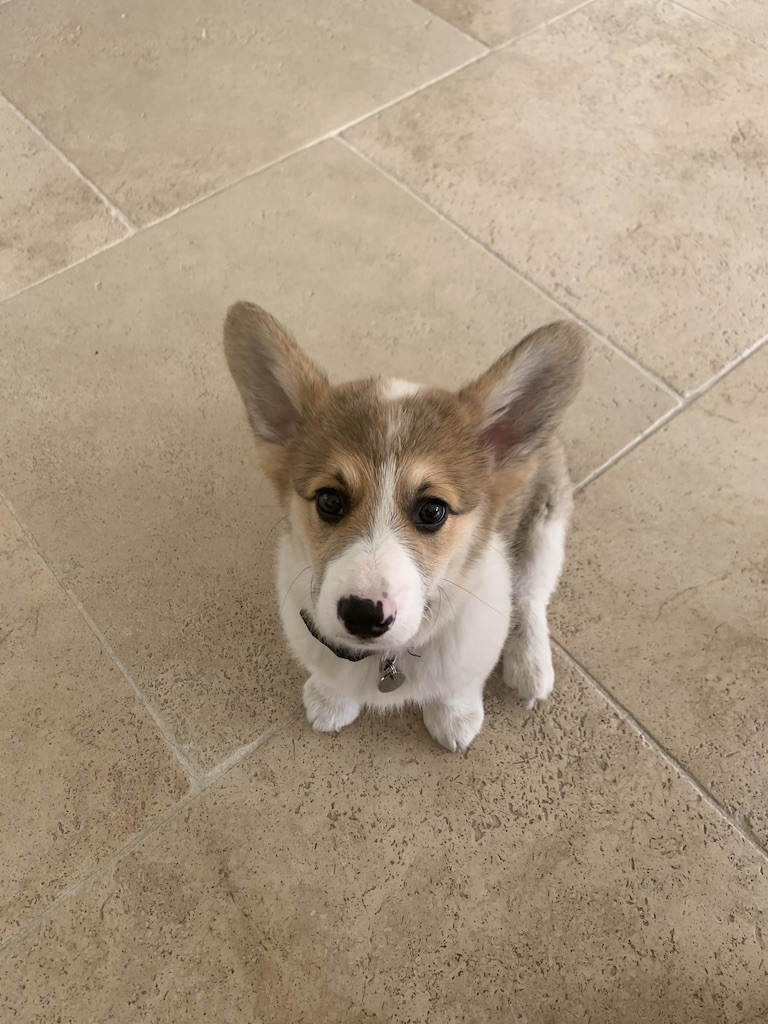
Welsh Corgi Pembroke - tříměsíční štěně

Jsou to aktivní inteligentní a atletičtí psi, jako většina pasteveckých psů. Přes své krátké nohy dokážou velmi dobře běhat a skákat. Má přirozené sklony k pasení, a protože utíkající skot kousal do nohou, může se toto vyskytnout i u doma chovaných psů tohoto plemene. S dětmi i ostatními zvířaty vychází dobře a je to pes spíše pro celou rodinu, než pro jednoho pána. Svoji rodinu miluje a těžko přilne k jiné, také ji dokáže velmi dobře chránit. K cizím je nedůvěřivý, ale nesmí být agresivní.

## Péče
Srst nepotřebuje každodenní péči, pokud pes zrovna nelíná, stačí jen pročesat a občas umýt, tato srst dobře izoluje, takže s kůži by po mytí problémy být neměly. Uši se čistit nemusí a vůbec není potřeba do nich nijak zasahovat – stačí občas zkontrolovat, zda nepáchnou. Drápky nutno zastřihávat aspoň 2x ročně. Pohybu nepotřebuje tolik jako ostatní pastevečtí a ovčáčtí psi, ale procházky mu udělají radost a pokud budete po něm vyžadovat těch procházek více, přizpůsobí se.

## Psi Jejího Veličenstva
Corgiové se stali miláčky britské královny Alžběty II. Svého prvního psíka dostala již za jejího dětství. Láska k nim Jejímu Veličenstvu vydržela po celý život.